# Transitus Mariae
Transitus Mariae – grupa utworów apokryficznych opowiadających o odejściu (zaśnięciu) Maryi.

## Charakterystyka
Utwory te stanowią grupę pośrednią między apokryficznymi Ewangeliami i Dziejami Apostolskimi. Sam termin transitus (gr. μετάστασις) oznacza „przejście” i nawiązuje do hebrajskiego Pesach. Teksty o tej charakterystyce można podzielić na trzy części, jak sugeruje José María Bover: wstęp (odczuwanie przez Maryję bliskości śmierci, cudowne przybycie apostołów, czuwanie); odejście Maryi (przyjście Jezusa, odejście Maryi, pogrzeb); powtórne przyjście Jezusa, przeniesienia ciała i duszy Maryi do nieba, zmartwychwstanie. Grób Maryi umiejscawiają w Jerozolimie albo Betlejem. Być może pierwotne teksty powstały w kręgu judeochrześcijan w V bądź VI wieku. Transitus powstawały w języku greckim i łacińskim. Utwory należące do tej grupy są niejednorodne i podczas gdy najstarsze zawierają jedynie informacje o zaśnięciu Maryi, o tyle późniejsze informują o jej zaśnięciu i wniebowzięciu. Być może do pierwotnego Transitus należała Apokalipsa Maryi.
Utwory łączą życie Maryi i Chrystusa poprzez podobny opis zmartwychwstania (pozostawienie szat, trzy dni w grobie) i lokalizację grobu w ogrodzie Getsemani (niedaleko grobu Jezusa). Istotną rolę odgrywają apostołowie, którzy przybywają ze wszystkich stron świata i proszą Jezusa o wniebowzięcie Maryi.
Marek Starowieyski informuje o bardzo dużej liczbie Transitus. Cieszyły się one dużą popularnością i były tłumaczone m.in. na języki: arabski, etiopski, gruziński, ormiański, staroangielski, staro-cerkiewno-słowiański i syryjski. Do przykładów należą:
- Transitus R – tekst liturgiczny, najstarsza grecka wersja Transitus, przypisywany Janowi Teologowi, w rzeczywistości pochodzący z V/VI wieku[4],
- Transitus Jana Teologa – przypisywany Janowi Teologowi, powstały około 460 roku[5],
- Transitus Józefa z Arymatei – tekst o niejasnym pochodzeniu ani dacie powstania[6]
- Transitus Melitona z Sardes – powstały prawdopodobnie na przełomie VI i VII wieku, zawiera argumenty za koniecznością wniebowzięcia Maryi[7].

## Znaczenie
Apokryfy tego typu były istotne dla formowania się wiary we wniebowzięcie NMP. Odegrały także nieprzecenioną rolę w ikonografii maryjnej, szczególnie Wschodu.